# Stibasoma rubra
Stibasoma rubra är en tvåvingeart som först beskrevs av Carl Peter Thunberg 1827.  Stibasoma rubra ingår i släktet Stibasoma och familjen bromsar. Inga underarter finns listade i Catalogue of Life.